# Jaltepec (Hidalgo)
Jaltepec, es una localidad de México, ubicada en el municipio de Tulancingo de Bravo, en el estado de Hidalgo.

## Toponimia
Del náhuatl Xalli, arena; y tepec, cerro o pueblo: “Lugar de arenales” o “En el cerro de arena o arenoso”.

## Geografía
Se ubica en el Valle de Tulancingo, y le corresponden las coordenadas geográficas 20° 06’ 49.327” de latitud norte y 98° 25’ 02.818” de longitud oeste, con una altitud de 2157 m s. n. m. En cuanto a fisiografía se encuentra dentro de la provincia del Eje Neovolcánico, dentro de la subprovincia de Lagos y Volcanes de Querétaro e Hidalgo; su terreno es de llanura y valle. En lo que respecta a la hidrografía se encuentra posicionado en la región del Pánuco, dentro de la cuenca del río Moctezuma, en la subcuenca del río Metztitlán. Cuenta con un clima semiseco templado.

## Demografía
En 2020 registró una población de 7973 personas, lo que corresponde al 4.74 % de la población municipal. De los cuales 3807 son hombres y 4166 son mujeres. Tiene 2315 viviendas particulares habitadas. La localidad se encuentra en la zona metropolitana de Tulancingo.
| Gráfica de evolución demográfica de Jaltepec entre 1900 y 2020                               |
|                                                                                              |
| Población de los censos y conteos del Instituto Nacional de Estadística y Geografía (INEGI). |